# 퍼시픽 사우스웨스트 항공

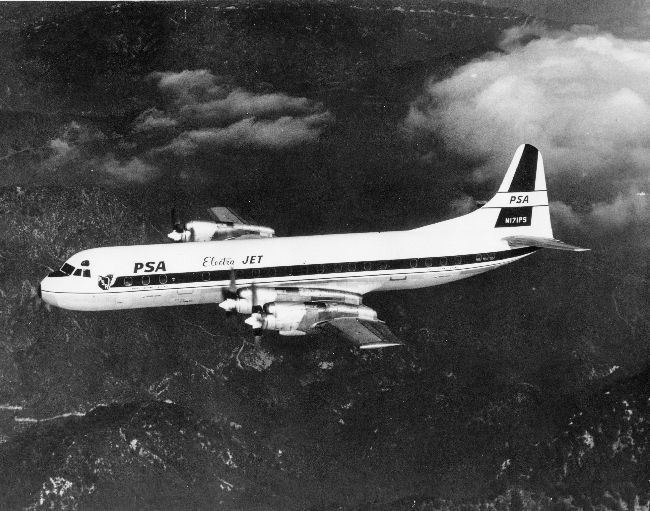
1959년, PSA 항공의 록히드 L-188 일렉트라 항공기

퍼시픽 사우스웨스트 항공(Pacific Southwest Airlines) 또는 PSA 항공은 미국 캘리포니아주 샌디에이고에서 1949년부터 1988년까지 운행했던 1세대 저비용 항공사이다. 켄 프리드킨(Ken Friedkin)이 그의 아내와 함께 설립했다. 퍼시픽 사우스웨스트 항공은 '긴 다리와 짧은 밤(Long Legs and Short Night)'이라는 선정적인 슬로건을 내세울 정도로 파격적인 스튜어디스 의상으로 유명하기도 했다.
허브공항은 로스앤젤레스 국제공항, 샌디에이고 국제공항, 샌프란시스코 국제공항이었다.
1986년에는 US 에어웨이스에 인수되고, 1988년 완전히 통합됐다. 세계적인 저가 항공사인 사우스웨스트 항공이 벤치마킹하기도 했다.

## PSA 항공사의 기업문화, 유머
PSA항공은 평소 유머(Humor)로도 유명한 기업이다. 창립자 켄 프레이드킨(Ken Friedkin)은 조종사와 스튜어디스가 하와이 셔츠를 입고 승객들과 농담을 할 것을 요구했다. 기업 슬로건 또한 'Catch Our Smile'이며 항공기 앞 부분에 미소를 띄게 하는 등 항공기를 유머러스하게 꾸미기도 했다.

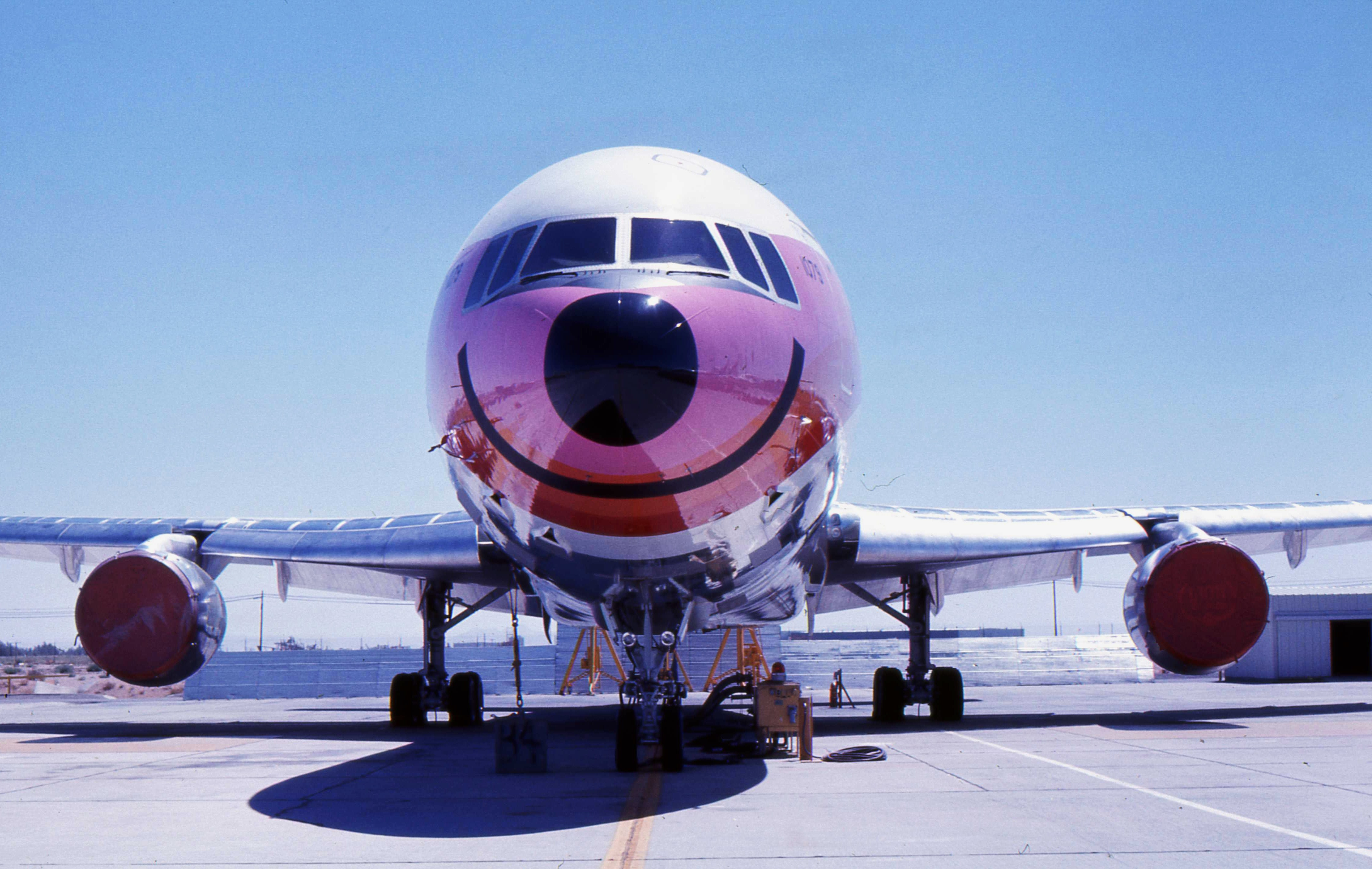
유머러스하게
표현된 록히드 L-1011 트라이스타기